# Трекпойнт

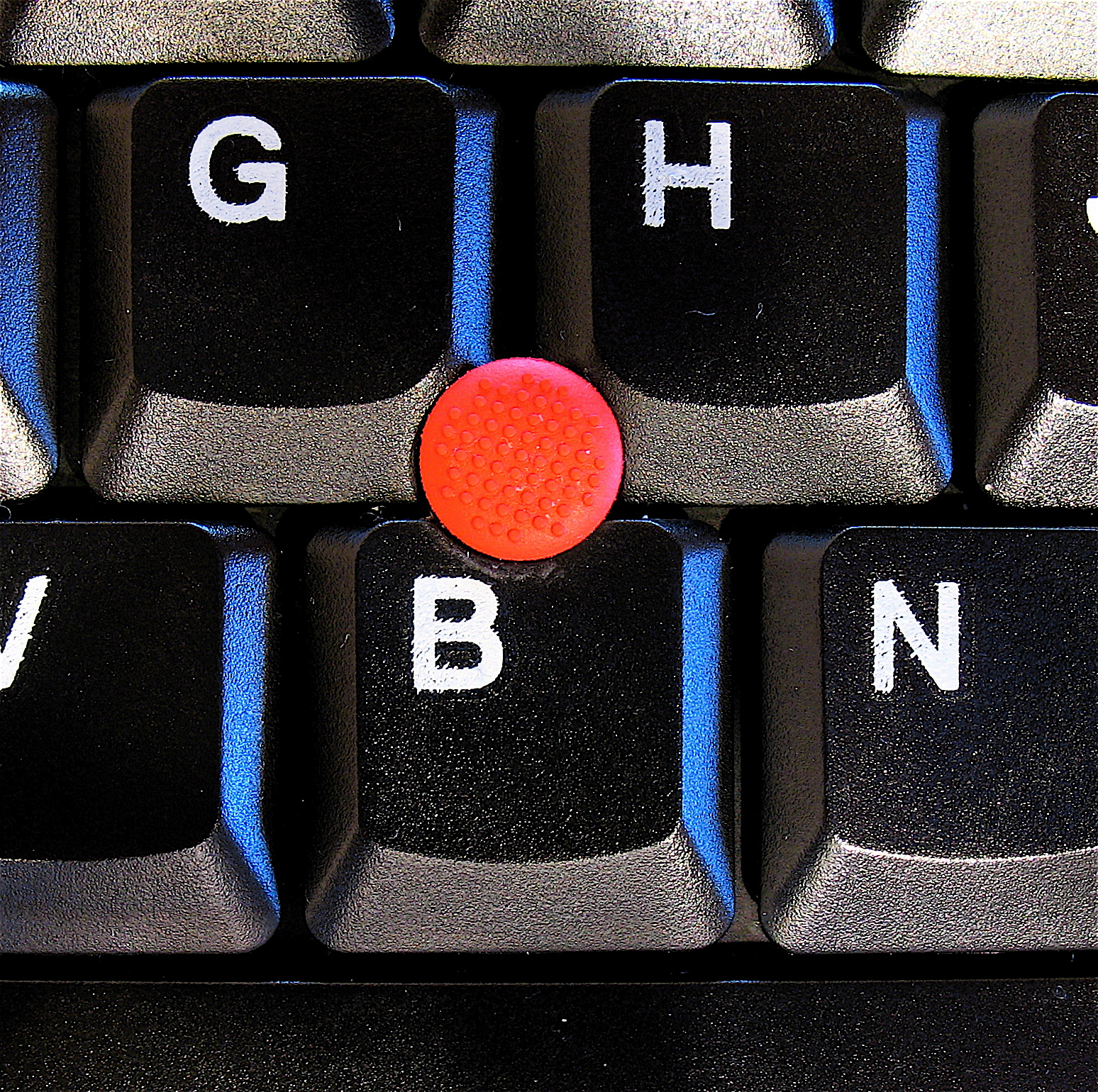
Трекпойнт між клавішами.

Трекпойнт (англ. Trackpoint, запатентовано компанією IBM як TrackPoint та компанією Synaptics як TouchStyk) — тензометричний джойстик, що використовується як вказівний пристрій введення (англ. pointing device) (порівняйте, наприклад, з трекболом чи тачпадом), який дає змогу користувачеві через інтерфейс взаємодіяти з комп'ютером. Також можуть вживатися назви pointing stick, тензометри́чний маніпуля́тор, тензометри́чний джо́йстик.
Вказівний прут міститься у багатьох брендах лептопів, включаючи лінію лептопів ThinkPad від Lenovo, Tecra лептопи Toshiba, бізнес лептопи HP та лептопи Dell Latitude (під назвою Track Stick). Вказівний прут також використовували у комп'ютерних мишах та у деяких клавіатурах десктопів (як вбудований вказівний пристрій).

## Проблеми
IBM TrackPoint III та TrackPoint IV мають функцію під назвою "Негативна інерція", яка змушує швидкість курсора "надмірно реагувати" під час прискорення або уповільнення. "Негативна інерція" призначена для того, щоб уникнути відчуття інерції або повільності при початку або зупинці руху. Дослідження зручності використання в IBM показали, що користувачам легше позиціонувати курсор з "Негативною інерцією", і продуктивність покращується на 7,8%.
Іншою проблемою дизайну маніпулятора є визначення нульової позиції (позиції, де рух не бажаний). Оскільки величина руху невелика, чутливість датчиків має бути високою, і вони схильні до шумових перешкод.
Типовим рішенням, яке передбачає, що маніпулятори часто виходять з калібрування, є інтерпретація варіації нижче певного порогу (протягом заданого інтервалу, можливо, однієї або кількох секунд) як нейтрального положення маніпулятора. Однак перекалібрування також може призвести до коротких періодів "дрейфу" (рух курсора, коли користувач не рухає маніпулятор).
На практиці, якщо інтервал перекалібрування встановлено занадто коротким, і якщо користувач застосовує помірно постійний тиск на маніпулятор протягом такого інтервалу, цей метод призводить до неправильної нульової точки. Додатковий тиск знову рухає курсор, але калібрування може відбутися знову, вимагаючи ще більшої сили. Якщо користувач відпускає тиск у цей момент, зміна буде інтерпретована як команда рухатися у протилежному напрямку. З часом програмне забезпечення перекалібрується і зупинить рух.
Крім того, якщо увімкнено функцію "натиснути для вибору", програмне забезпечення може генерувати несподівані події клацання, якщо торкнутися маніпулятора під час набору тексту.

## Історія
У 1984 році Тед Селкер, дослідник PARC, працював над трекпойнтом на основі дослідження, який показує, що людині потрібно 0,75 секунди, аби перейти від клавіатури до миші, і стільки ж часу, щоб навпаки - до миші. Селкер створив модель пристрою, який дозволить звести цей час до мінімуму. Лише через три роки, працюючи в IBM, Селкер удосконалив свій дизайн, в результаті чого з'явився продукт TrackPoint, на який IBM отримала патенти США в 1996 році і 2000 році
До появи тачпаду трекпойнт були найпоширенішим пристроєм вказівки для ноутбуків. У наступні роки популярність спадала, оскільки більшість виробників ноутбуків перейшли на тачпади, хоча станом на 2021 рік деякі виробники, такі як Lenovo, все ще випускають ноутбуки зі трекпойнтами.

## Порівняння з тачпадом
У світі ноутбуків існує давнє протистояння: TrackPoint проти тачпада. Обидва пристрої служать для керування курсором, але кожен має свої унікальні переваги та недоліки. Давайте детально розглянемо ці два методи введення, щоб допомогти вам визначити, який з них найкраще відповідає вашим потребам.
| Характеристика  | TrackPoint | Тачпад          |
| Метод керування | Тиск       | Ковзання пальця |
| Точність        | Висока     | Середня         |
| Ергономіка      | Відмінна   | Середня         |
| Жести           | Обмежені   | Широкі          |
| Крива навчання  | Висока     | Низька          |

Вибір між TrackPoint і тачпадом залежить від особистих уподобань і потреб. TrackPoint ідеально підходить для користувачів, які цінують точність і ергономіку, тоді як тачпад кращий для тих, хто віддає перевагу простоті використання та навігації за допомогою жестів.

## Назви та бренди
| Виробник                   | Назва                               | Сучасні моделі                                                                                                  | Старі моделі | Колір                                            |
| -------------------------- | ----------------------------------- | --- | --- | ------------------------------------------------ |
| Acer                       | FineTrack                           | немає | TravelMate 6410, 6460, 6492, 6492G, 6592, 6592G, 6593 | Зелений                                          |
| Asus                       | SensePoint                          | ExpertBook P2                                                                                                   | S200, S200N, S200Ne, S300N ASUS pro: B8230UA; ADVANCED BU201 | Чорний, чиній, сірий                             |
| Casio                      | ?                                   | | Cassiopeia Fiva MPC series |                                                  |
| Dell                       | TrackStick, Dual Point              | Latitude: 5490/5495, 5590, 7490 Precision: 3530, 5530, 7530, 7730                                               | Latitude: 13": E4300, E4310, E6320, E6330, XT3; 14": E5400, E5410, E5420, E5430, E5440, E5450, E5470, 5480, E6420, E6430, 6430u, E7440, E7450, E7470, 7480; 15": E5530, E5540, E5550, E5570, 5580, E6500, E6510, E6520, E6540 Retro Latitude: D400, D410, D420, D430, D600, D610, D620, D630, D800, D810, D820, D830, XT; Precision: M2300, M2400, M4300, M4400, M4500, M4600, M4700, M4800, M6700, M6800, M6400, M6500, 3510, 3520, 5510, 5520, 7510, 7520, 7710, 7720; Inspiron: 4000, 8100, 8200, 8600, 9100; L | Синій, чорний або сірий                          |
| Elonex                     | Mouse emulator                      | немає | Elonex ONE | Чорний                                           |
| Fujitsu                    | StickPoint, QuickPoint, Quick Touch | немає | Lifebook T2010, T2020, S7110, S7210, S7220, B2400/2500/2600 series, E8310 (optional), E8410 (optional), E8420 (optional), U1010/U810/U50, U820/U2010, P1100/1500/1600 series, P1620, P1610, P1630, P2120, | Чорний або синій                                 |
| GPD                        | ?                                   | немає | Pocket 1 | Синій                                            |
| HP                         | PointStick                          | Усі EliteBooks за виключенням 1000 серії та Folio; Деякі ZBook окрім серії Studio; ProBook 6450b, 6455b & 6550b | Усі EliteBooks без 1000 серії; усі моделі які закінчуються на p або w; усі моделі які починаються на nc, nw або c; 6445b (за вибором), 6545b (за вибором), tc4200, tc4400; Моделі Presario, які починаються на v, 8500 | Чорний, оранжевий або синій (у старіших моделях) |
| JVC, Victor (InterLink)    | Pointing Stick, Trackpoint          | | MP-XP3210, MP-XP5220, MP-XP7210, MP-XP7220, MP-XP7230, MP-XP7250, MP-XP731, MP-XP7310, MP-XP741, MP-XV631, MP-XP831, MP-XV841, MP-XV941 | Синій/сірий                                      |
| IBM, Lenovo                | TrackPoint                          | Усі ThinkPad, за виключенням Chromebook; Travel Keyboard with Ultranav                                          | Більшість ThinkPad, Space Saver II, Model M13, Model M4-1, Trackpoint IV, Trackpoint USB Keyboard, TransNote, Trackpoint Mouse | Червоний                                         |
| NEC                        | NX Point                            | None | EasyNote MX45, MX65, S5 | Темно сірий                                      |
| Nintendo                   | C-Stick                             | New Nintendo 3DS, New Nintendo 3DS XL та New Nintendo 2DS XL                                                    | Світліший відтінок сірого | Сірий                                            |
| Samsung                    | Pointing stick                      | немає | 4 серія, 6 серія, Ativ Q | Різні                                            |
| Sony                       | Pointing stick                      | немає | Sony Vaio Duo 11, Sony VAIO P series, BX series, C1 series, U8 series, UX series, X505, Sony PS3 Wireless Keyboard | невідомо                                         |
| Sprintek                   | FlexPoint                           | SK8702/SK8703 for Laptop/Tablet PC/Netbook/Industrial Keyboard                                                  | None | None                                             |
| Dynabook (колишня Toshiba) | AccuPoint                           | Tecra серії R, Z та W, Portege серії Z і R                                                                      | Portégé (моделі 06/2007), 300-7000, T3000 серій; Tecra серії 500-9000, A7, A8, A9, A10, A11, M2, M5, M9, M10, M11, S серії; Satellite Pro серії 400-4000, T2000; Satellite 100-4000 серії, Libretto 50CT, 70CT, 100CT | Зелений, синій                                   |
| Unicomp                    | Pointing stick                      | EnduraPro (for desktop)                                                                                         | On-The-Stick, Mighty Mouse | Червоний                                         |